# Nanche Colorado
Nanche Colorado är en ort i Mexiko.   Den ligger i kommunen Ajuchitlán del Progreso och delstaten Guerrero, i den södra delen av landet, 180 km sydväst om huvudstaden Mexico City. Nanche Colorado ligger 336 meter över havet och antalet invånare är 231.
Terrängen runt Nanche Colorado är kuperad norrut, men söderut är den platt. Runt Nanche Colorado är det ganska glesbefolkat, med 38 invånare per kvadratkilometer. Närmaste större samhälle är Arcelia, 12,2 km nordost om Nanche Colorado. I omgivningarna runt Nanche Colorado växer huvudsakligen savannskog.